# Luigi Tansillo

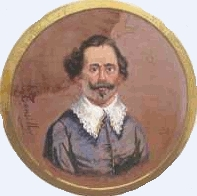
Luigi Tansillo

Luigi Tansillo (* 1510 in Venosa, Provinz Potenza; † 1. Dezember 1568 in Teano) war ein italienischer Dichter. 

## Leben
Tansillo wuchs in Venosa auf und schlug die militärische Laufbahn im Dienste des spanischen Vizekönigs von Neapel ein. Er nahm am Krieg gegen die Türken teil und wurde später Gouverneur von Gaeta. 

## Werk
Der Verfasser zahlreicher Liebessonette zählt zu den bedeutendsten italienischen Lyrikern des 16. Jahrhunderts. Zu seinen Werken gehören Il vendemmiatore (1532), eine Hirtendichtung, die wegen gelegentlicher Obszönitäten berühmt wurde, Clorinda (1547), die sich durch ihre Beziehung zur Natur auszeichnet, und Lagrime di San Pietro, eine religiöse Dichtung, (1585 posthum). In seinen 24 Capitoli behandelt er mit Humor sowohl eigene Erfahrungen, als auch soziale Themen. Tansillo war ein jüngerer Freund der spanischen Dichter Garcilaso de la Vega und Boscán. Er beeinflusste auch Dichter außerhalb Italiens.
Er schrieb Natur- und Gefühlsgedichte im Stil des Petrarkismus mit frühen barocken Einflüssen und ein unvollendetes Barock-Epos.